# Mauritz Hakån Björnström-Steffansson
Mauritz Håkan Björnström-Steffansson, (9 novembre 1883 - 21 mai 1962), est un homme d'affaires suédois. En avril 1912, il voyage à bord du Titanic. Le paquebot faisant naufrage, il parvient à embarquer dans le dernier canot, le pliable D, et survit à la catastrophe. Il est ensuite présenté par la presse comme attaché militaire auprès des États-Unis, alors qu'il voyageait en réalité pour ses études. Durant la traversée de retour, il forme avec d'autres rescapés un comité pour honorer le capitaine Arthur Rostron, commandant du Carpathia, le navire qui est venu au secours du Titanic.
Il se marie par la suite et meurt en 1962, laissant en héritage à son neveu l'une des dernières maisons de Manhattan.

## Biographie

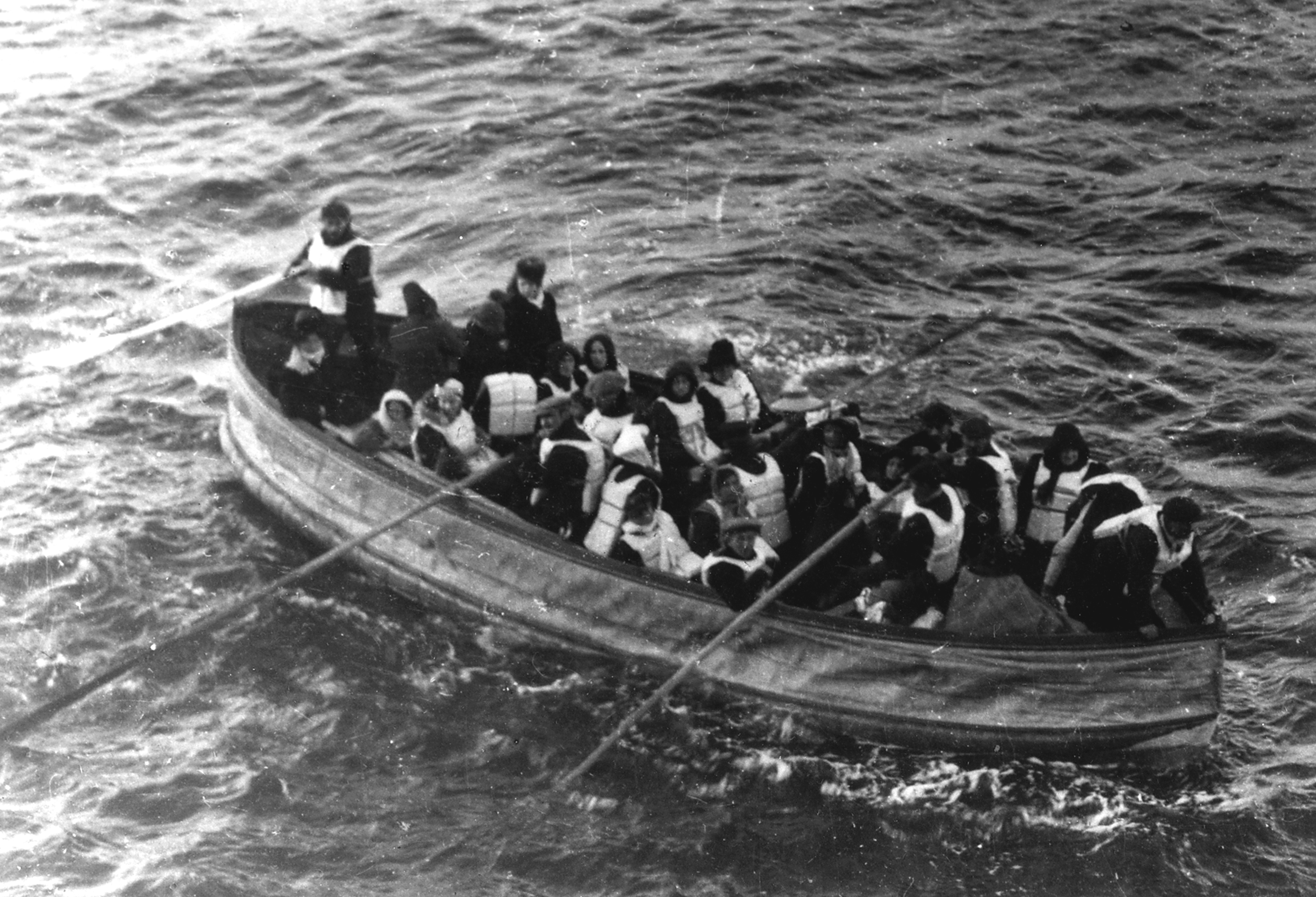
Le radeau pliable D approche du Carpathia.

Mauritz Håkan Björnström-Steffansson est le fils d'Erik Samuel Steffansson et de Berta Maria Björnström. Son père était un des pionniers de l'industrie du bois suédoise. Il fait ses études à l'université technique de Stockholm et travaille dans une usine en Suède. En 1909, il déménage à Washington, après avoir obtenu une bourse d'études du gouvernement suédois. Les journaux après la catastrophe le présentent cependant comme un attaché militaire suédois à Washington. 
Le 10 avril 1912, il embarque sur le Titanic à Southampton. Il voyage en première classe ayant notamment avec lui le tableau de Merry-Joseph Blondel, La Circassienne au Bain (de 1814), perdu dans le naufrage. Lors de la collision, il se trouve dans le fumoir des premières. Durant le naufrage, lui et un autre passager de première classe, Hugh Woolner, aidèrent les femmes à monter dans les canots. Plus tard, les deux hommes se trouvent près du canot pliable D, le tout dernier affalé. Voyant de nombreuses places restées vides, ils sautent dans le canot à partir du pont A. Au total 24 personnes sont présentes dans le canot pour 47 places. À bord du RMS Carpathia qui avait recueilli les naufragés, Steffansson et d'autres rescapés (comme Margaret Brown) organisent un comité pour honorer le capitaine Arthur Rostron et son équipage. 
Mauritz Steffansson se marie avec Mary Pinchot Eno en 1917 que lui avait présenté Helen Churchill Candee, également rescapée du Titanic et vit à Washington. Cette dernière meurt en 1953, le couple n'ayant pas eu d'enfant. Ayant fait fortune dans l'industrie du bois et les placements fonciers, Steffansson prend sa retraite dans les années 1930. Il meurt le 21 mai 1962 d'un accident vasculaire cérébral.